# Emmanuel Agbadou
Badobre Emmanuel Elysee Djedje Agbadou (* 17. června 1997) je profesionální fotbalista z Pobřeží slonoviny, který hraje na pozici středního obránce za anglický klub Wolverhampton Wanderers FC a národní tým Pobřeží slonoviny.

## Klubová kariéra

### Monastir
V červenci 2019 podepsal Agbadou kontrakt s US Monastir. Dne 25. září 2019 odehrál svůj první zápas proti Stade Tunisien, který jeho tým vyhrál 1:0.

### Eupen
Dne 1. září 2020 přestoupil Agbadou do belgického klubu KAS Eupen. Své první profesionální utkání odehrál 30. října 2020 v zápase proti Genku, který skončil porážkou jeho týmu 4:0.

### Reims
Dne 16. června 2022 podepsal Agbadou pětiletou smlouvu se Stade Reims ve Francii.
Agbadou odehrál svůj první zápas za klub 7. srpna 2022, v prvním dni sezóny 2022/23, proti Marseille.
Dne 20. září 2024 prodloužil Agbadou svou smlouvu s Reims o jednu sezónu, tedy do června 2028.

### Wolverhampton Wanderers
Dne 9. ledna 2025 podepsal Agbadou smlouvu s klubem Wolverhampton Wanderers na čtyři a půl roku za údajnou částku 16,6 milionu liber.
Agbadou vstřelil svůj první gól za Wolves v zápase proti Crystal Palace 20. května 2025.

## Reprezentační kariéra
Dne 29. března 2022 Agbadou debutoval v reprezentaci Pobřeží slonoviny v přátelském zápase, ve kterém prohráli 0:3 s Anglií.

## Statistiky

### Klubové
Platí k zápasu hranému 20. května 2025.
| Klub                    | Sezóna            | Liga                   | Liga   | Liga | Národní pohár | Národní pohár | Kontinentální | Kontinentální | Ostatní | Ostatní | Celkově | Celkově |
| Klub                    | Sezóna            | Soutěž                 | Zápasy | Góly | Zápasy        | Góly          | Zápasy        | Góly          | Zápasy  | Góly    | Zápasy  | Góly    |
| ----------------------- | ----------------- | ---------------------- | ------ | ---- | ------------- | ------------- | ------------- | ------------- | ------- | ------- | ------- | ------- |
| Monastir                | 2019/20           | Championnat de Tunisie | 18     | 1    | 1             | 0             | —             | —             | —       | —       | 19      | 1       |
| Eupen                   | 2020/21           | Jupiler Pro League     | 23     | 1    | 3             | 0             | —             | —             | —       | —       | 26      | 1       |
| Eupen                   | 2021/22           | Jupiler Pro League     | 33     | 5    | 5             | 0             | —             | —             | —       | —       | 38      | 5       |
| Eupen                   | Celkově           | Celkově                | 56     | 6    | 8             | 0             | —             | —             | —       | —       | 64      | 6       |
| Reims                   | 2022/23           | Ligue 1                | 29     | 0    | 2             | 0             | —             | —             | —       | —       | 31      | 0       |
| Reims                   | 2023/24           | Ligue 1                | 32     | 1    | 2             | 2             | —             | —             | —       | —       | 34      | 3       |
| Reims                   | 2024/25           | Ligue 1                | 14     | 0    | 1             | 0             | —             | —             | —       | —       | 15      | 0       |
| Reims                   | Celkově           | Celkově                | 75     | 1    | 5             | 2             | —             | —             | —       | —       | 80      | 3       |
| Wolverhampton Wanderers | 2024/25           | Premier League         | 15     | 1    | 2             | 0             | —             | —             | —       | —       | 17      | 1       |
| Celkově v kariéře       | Celkově v kariéře | Celkově v kariéře      | 164    | 9    | 16            | 2             | 0             | 0             | 0       | 0       | 180     | 11      |

## Úspěchy
Reims
- Poražený finalista Coupe de France: 2024/25